# 圆叶野桐
圆叶野桐（学名：Mallotus roxburghianus），为大戟科野桐属下的一个种。

## 扩展阅读
維基物種上的相關：圆叶野桐